# Karl Olsberg

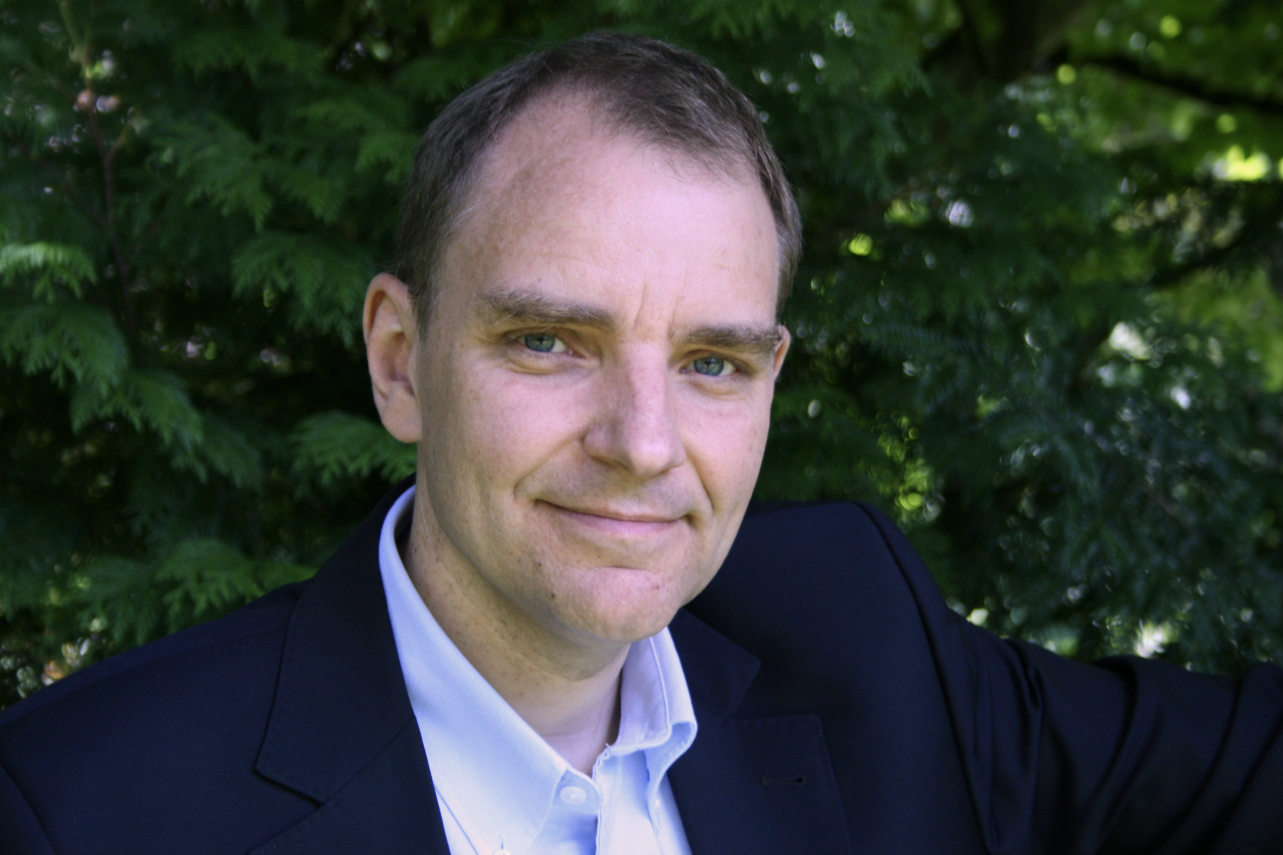
Karl von Wendt

Karl Olsberg ist das Pseudonym des deutschen Schriftstellers und Unternehmers Karl-Ludwig Max Hans Freiherr von Wendt (* 19. Dezember 1960 in Bielefeld).

## Leben
Sein Vater war Freiherr Karl von Wendt (1937–2006), ein Autorennfahrer und Unternehmer. Karl-Ludwig von Wendt begann im Jahr 1971 mit ersten schriftstellerischen Tätigkeiten unter dem Pseudonym Karl Olsberg, dessen zweiter Namensbestandteil sich auf seine Heimatstadt bezieht, in der er aufgewachsen war. In Münster studierte er Betriebswirtschaft und promovierte über Anwendungen künstlicher Intelligenz (Dissertation: Expertensysteme und ihre Anwendung aus betriebswirtschaftlicher Sicht. Münster 1988). 
Anschließend wurde er Unternehmensberater bei der Unternehmens- und Strategieberatung McKinsey. Außerdem war er einige Zeit Marketingleiter eines TV-Senders, Geschäftsführer eines mittelständischen Produktionsbetriebes und gründete 1993 eine Multimedia-Agentur. Er gründete 1999 eine Softwarefirma, die im Jahr 2000 als „Start Up des Jahres 2000“ ausgezeichnet wurde.
Seit 2003 konzentriert er sich stärker auf das Bücherschreiben, bleibt aber hauptberuflich Unternehmensberater und hat seinen Hauptwohnsitz in Hamburg. Sein tägliches Pensum gibt er mit 1.000 Wörtern an, die er in der Zeit zwischen 6:00 und 7:00 Uhr morgens erreichen will.
Seine erste Buchveröffentlichung war 2005 Hier kommt Elbot, die es auf die Spiegel-Bestsellerliste schaffte.
Karl-Ludwig von Wendt ist verheiratet und hat drei Kinder.

## Veröffentlichungen
Mygnia-Reihe
- 2012: Mygnia – Die Entdeckung, epubli
- 2012: Mygnia – Die Stadt des Windes

Rafael-2.0-Reihe
- Rafael 2.0, Thienemann Verlag 2011
- Rafael 2.0 Reboot, Thienemann Verlag 2012

Würfelwelt-Trilogie
- Würfelwelt, CreateSpace.com 2013
- Zurück in die Würfelwelt, CreateSpace.com 2013
- Flucht aus der Würfelwelt, CreateSpace.com 2014

Das-Dorf-Reihe
- Band 1: Der Fremde, epubli 2014
- Band 2: Kolle in Not, epubli 2015
- Band 3: Der Streit, epubli 2015
- Band 4: Das Ende, epubli 2015
- Band 5: Der Golem, epubli 2015
- Band 6: Die Rache des Endermans, epubli 2015
- Band 7: Primos Sohn, epubli 2016
- Band 8: Eiskalt erwischt, epubli 2016
- Band 9: Die Reise zum Mond, epubli 2016
- Band 10: Aufstand der Endermen, epubli 2016
- Band 11: Der Graf, epubli 2017
- Band 12: Schleim, epubli 2017
- Band 13: Schwamm drüber, epubli 2017
- Band 14: Der unheimliche Fremde, epubli 2018
- Band 15: Der rätselhafte Fall, epubli 2018
- Band 16: Tief gesunken, epubli 2018
- Band 17: Die Räuber, epubli 2019
- Band 18: Utopia, epubli 2019
- Band 19: zum Nether nochmal!, epubli 2020
- Band 20: Der Bürgermeister, epubli 2020
- Band 21: Primo in der Kugelwelt, epubli 2020
- Band 22: Verhext, epubli 2022
- Band 23: Das Ende der Welt, epubil 2022
- Band 24: Dunkle Wolken, epubli 2022
- Band 25: Super-Primo, epubli 2023
- Band 26: Das Geheimnis des Kürbismanns, epubli 2023
- Band 27: Sei kein Frosch, epubli 2024
- Band 28: Und Action!, epubli 2024
- Band 29: Wünsch dir was!, epubli 2025
- Das Dorf interaktiv, epubli 2020

Segi-Reihe
- Delete, Berlin Verlag 2013
- Enter, Berlin Verlag 2015

Reihe Boy in a White Room
- Boy in a White Room, Loewe 2017
- Girl in a Strange Land, Loewe 2018
- Boy in a Dead End, Loewe 2019

Reihe Galactic Gamers
- Band 1: Der Quantenkristall
- Band 2: Mission: Asteroid
- Band 3: Der Portalschlüssel
- Band 4: Planet in Gefahr

Neopolis-Reihe
- Neopolis – Die Stadt aus Licht, Piper 2023
- Neopolis – Im Herzen der Maschine, Piper 2023
- Neopolis – Ein Fehler im System, Piper 2024

Sonstige
- 2005: Hier kommt Elbot
- 2007: 2057 – Wie wir in Zukunft leben
- 2007: Das System
- 2008: Der Duft
- 2009: Schwarzer Regen
- 2010: Schöpfung außer Kontrolle – Wie die Technik uns benutzt
- 2011: Glanz
- 2013: Die achte Offenbarung
- 2016: Mirror
- 2018: Das KALA-Experiment
- 2019: Das Freu
- 2023: Infernia
- 2023: Virtua: KI – Kontrolle ist Illusion

Hörbücher
- 2008: Das System
- 2011: Rafael 2.0
- 2011: Glanz
- 2013: Delete
- 2013: Die achte Offenbarung (Audible Exclusive)
- 2015: Enter
- 2015: Würfelwelt (Audible Exclusive)
- 2015: Zurück in die Würfelwelt (Audible Exclusive)
- 2015: Flucht aus der Würfelwelt (Audible Exclusive)
- 2017: Mirror (Audible Exclusive)
- 2017: Das Dorf: Die komplette 1. Staffel(1. Staffel, Bände 1 bis 4) (Audible Original)
- 2017: Boy in a White Room (Audible Exclusive)
- 2018: Das Dorf: Die komplette 2. Staffel (2. Staffel, Bände 5 bis 8) (Audible Original)
- 2018: Das KALA-Experiment (Audible Exclusive)
- 2018: Girl in a Strange Land (Audible Exclusive)
- 2018: Le village. La série complète (1. Staffel, Bände 1 bis 5/franz. Variante von "Das Dorf") (Audible Exclusive)
- 2019: Das Dorf: Die komplette 3. Staffel (3. Staffel, Bände 9 bis 12) (Audible Original)[6]
- 2019: Das Dorf: Die komplette 4. Staffel
- 2020: Das Dorf. Die komplette 5. Staffel
- 2023: Virtua: KI – Kontrolle ist Illusion

## Auszeichnungen und Ehrungen
- September 2005: 1. Preis im Schreibwettbewerb des Buchjournals.
- März 2008: Die Website über Das System wird auf der Leipziger Buchmesse als beste Website eines Buches ausgezeichnet.
- März 2008: Das System wird für den Kurd-Laßwitz-Preis nominiert.
- Juli 2009: Das System wird für den französischen Krimipreis „Prix SNCF du polar“ nominiert.[7]
- 2018: Nominiert für den Deutschen Jugendliteraturpreis 2018[8]
- Mehrere Spiegel-Bestseller[9]